# あさひかわ北彩都ガーデン
あさひかわ北彩都ガーデン（あさひかわきたさいとガーデン）は、北海道旭川市にある観光庭園。通常は「北彩都ガーデン」と呼ばれる。

## 概要
JR旭川駅南口から神楽岡公園付近まで広がる都市型庭園である。2015年（平成27年）北彩都あさひかわの再開発に伴い、開業した。
都市計画大賞・土木学会最優秀賞の他、国際的な造園賞である「IFLA ASIA-PAC LA AWARD 2017」の最優秀賞を受賞するなど、海外でも高い評価を獲得しているガーデンである。
かつて北彩都ガーデン周辺は、日本国有鉄道旭川工場が存在していた。北隣の旭川市市民活動交流センター（愛称：CoCoDe) が唯一の鉄道遺構として残っており、国の登録有形文化財に登録されている。旧国鉄工場施設としては国内最古級のものとされる。

## 見どころ
- 神人の森 - 旭川駅から徒歩10分ほどにある、ガーデンセンターを中心としたメインエリア。
- アウネの広場 - 旭川駅南口に直結するエリア。
- 鏡池（大池）

## アクセス
- JR旭川駅南口に隣接。

## その他
現在では観光ガイドに掲載されるなどして、観光客が増えている。
大規模な都市再開発成功事例として、紹介されることもある。